# Witney and District League
Witney and District League là một giải đấu bóng đá Anh ở Oxfordshire. Có tổng cộng 5 hạng đấu, cao nhất là Premier Division, nằm ở cấp độ 13 trong Hệ thống các giải bóng đá ở Anh.

## Nhà vô địch
| Mùa giải | Premier Division   | Division One        | Division Two        | Division Three        | Division Four     |
| -------- | ------------------ | ------------------- | ------------------- | --------------------- | ----------------- |
| 2004–05  | Carterton          | FC Nomads           | Millpark            | Bampton               | n/a               |
| 2005–06  | Freeland           | Spartan Rangers     | Bampton             | Combe                 | n/a               |
| 2006–07  | Freeland           | Bampton Town        | Brize Norton Dự bị  | Bampton Town Dự bị    | n/a               |
| 2007–08  | Brize Norton       | Witney Royals       | Bampton Town Dự bị  | FC Chequers           | Chad Park         |
| 2008–09  | Hailey             | Combe Junior Sports | FC Chequers         | Witney Royals Dự bị   | Carterton 'A'     |
| 2009–10  | Hailey             | Wychwood Forest     | Chad Park           | Stanton Harcourt      | Witney Royals 'A' |
| 2010–11  | Hanborough         | North Leigh 'A'     | Stanton Harcourt    | Freeland 'A'          | Carterton Pumas   |
| 2011–12  | Hailey             | West Witney         | Freeland 'A'        | Carterton Pumas       | Carterton Rangers |
| 2012–13  | West Witney        | Minster Lovell      | Carterton Pumas     | FC Hollybush          | Bourton Rovers    |
| 2013–14  | West Witney        | Brize Norton        | Combe Junior Sports | Carterton Town 'B'    | Tower Hill        |
| 2014–15  | Carterton Town 'A' | Bourton Rovers      | Stonesfield         | Spartan Rangers Dự bị | Tower Hill Dự bị  |

## Các Câu lạc bộ mùa giải 2014–15
Danh sách các đội bóng sau được phân chia theo hạng đấu ở mùa giải 2014–15.
- Premier Division

Brize Norton | Carterton 'A' | Charlbury Town | Chipping Norton Town Swifts | Ducklington | Hailey | Hanborough | Minster Lovell | West Witney | Witney Royals
- Division One

Aston | Bourton Rovers | Chadlington | Combe Junior Sports | Eynsham Sports & Social | FC Hollybush | FC Nomads | Hailey Dự bị | Kingham All Blacks | North Leigh 'A' | Spartan Rangers
- Division Two

Bampton United | Carterton Rangers | Carterton 'B' | Ducklington Dự bị | Enstone Sports | FC Mills | Hanborough Dự bị | Kirtlington | Milton-under-Wychwood | Stonesfield Sports | Witney Wanderers
- Division Three

Bourton Rovers Dự bị | Brize Norton Dự bị | Corinthians | Chipping Norton Town Swifts Dự bị | Ducklington 'A' | Middle Barton | Minster Lovell Dự bị | Spartan Rangers Dự bị | Tower Hill | Witney Royals Dự bị | Wootton Sports
- Division Four

Aston Dự bị | Bampton United Dự bị | Chadlington Dự bị | Charlbury Town Dự bị | Eynsham Association 'A' | Eynsham Sports & Social Dự bị | Kingham All Blacks Dự bị | Milton-under-Wychwood Dự bị | Spartan Rangers 'A' | Tower Hill Dự bị | Wootton Sports Dự bị | Wychwood Forest